# Citadelle Laferrière
La Citadelle Laferrière è una grande fortezza situata sulla cima di una collina nella parte settentrionale di Haiti, circa 25 chilometri a sud della città di Cap-Haïtien. Si tratta della più grande fortezza di tutto l'emisfero boreale e dal 1982 è inclusa nell'elenco dei Patrimoni dell'umanità dell'UNESCO.
La massiccia struttura di pietra venne costruita da circa 20.000 lavoratori fra il 1805 e il 1820 nel quadro di un ampio sistema di fortificazioni progettate per tenere la nazione (da poco indipendente) di Haiti al riparo dalle incursioni francesi. La cittadella venne costruita alcuni chilometri all'interno della costa e sulla cima del monte Bonnet a L'Eveque, alto poco meno di 1.000 metri, al fine di avere un'ottima visuale di un'ampia zona di mare e di terra circostante. Nei giorni in cui l'aria è più tersa è possibile persino scorgere la costa dell'isola di Cuba, circa 140 chilometri più a ovest.
La fortezza venne dotata di 365 cannoni di diverso calibro; ancor oggi alla base dell'edificio si trovano enormi pile di palle da cannone, ammonticchiate in forma piramidale. Da quando venne costruita, la fortezza dovette resistere a numerose scosse di terremoto, ma non venne mai attaccata dalle forze francesi, la ragione principale della sua costruzione.

## Storia

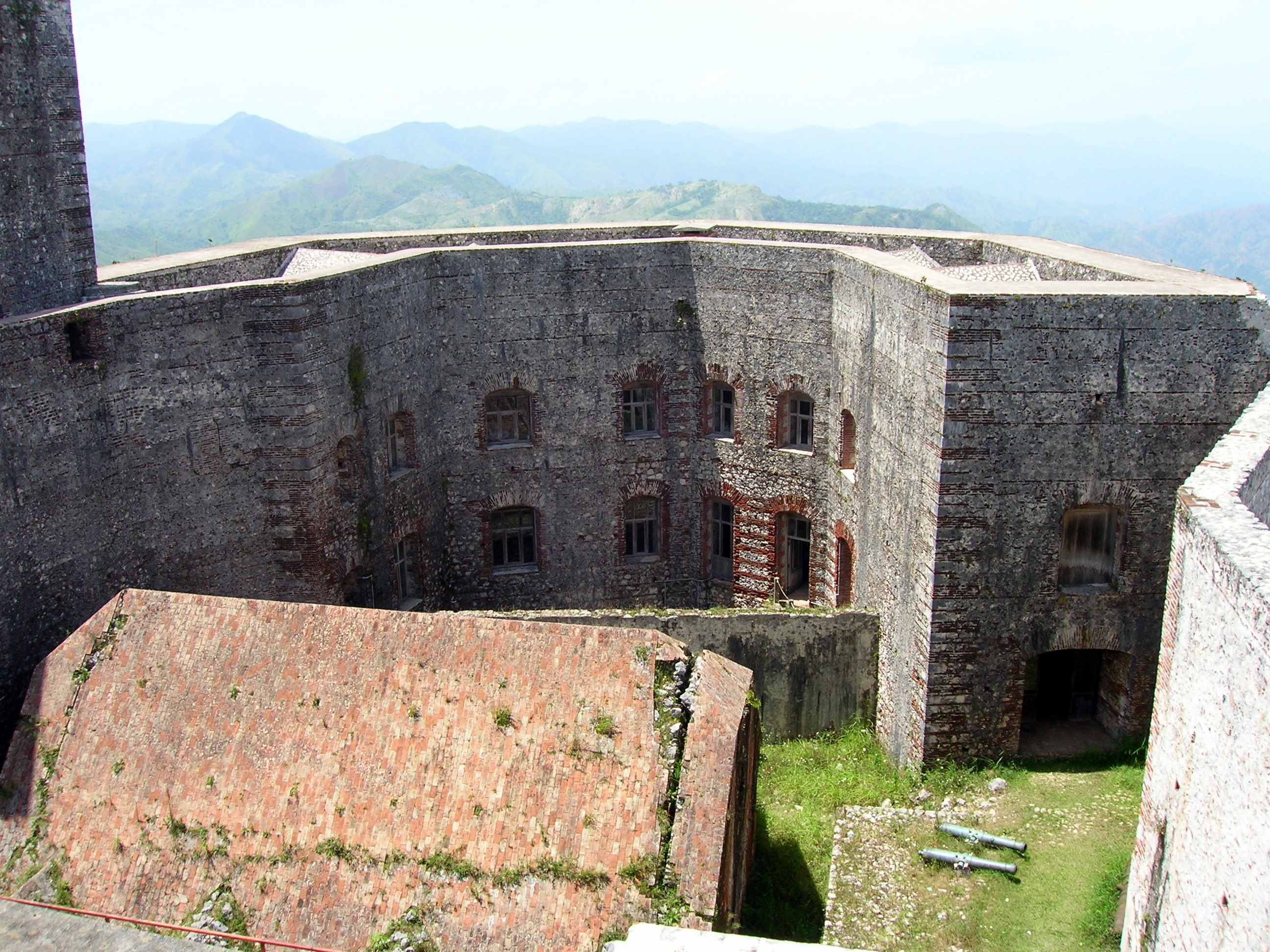
Un'immagine dell'interno della fortezza

La fortezza venne commissionata nel 1805 dall'autoproclamato re della parte settentrionale di Haiti, Henri Christophe. All'epoca, Christophe era un generale dell'esercito haitiano nonché l'amministratore delle regioni settentrionali. Nel 1806, insieme ad Alexandre Sabes Pétion, diede vita ad un colpo di Stato contro l'imperatore haitiano Jean-Jacques Dessalines. Dopo la morte di quest'ultimo vi furono alcuni scontri di potere fra i due principali congiurati, che finirono con la spartizione del territorio in due stati distinti, uno a nord e uno a sud.
La situazione politica altamente instabile portò Christophe alla decisione di costruire al più presto una fortezza praticamente inespugnabile, il che si tradusse in un'accelerazione dei lavori alla Citadelle Laferrière. Le condizioni di lavoro particolarmente dure provocarono la morte di un gran numero dei lavoratori coinvolti.
Nel caso di un'invasione, la strategia elaborata da Christophe prevedeva di dare alle fiamme tutti i territori agricoli e le scorte di cibo che si trovavano lungo la costa, per poi ritirarsi all'interno della fortezza dopo aver preparato alcune imboscate lungo l'unica via che conduceva alla cittadella, un sentiero che si inerpicava lungo il fianco della collina.
Dopo il suicidio di Christophe, avvenuto nel 1820 in seguito al grande malcontento popolare da lui suscitato e all'ammutinamento delle sue stesse truppe, il corpo del monarca venne sepolto nella calce e posto all'interno di uno dei cortili della cittadella; quest'operazione venne effettuata da alcuni partigiani rimastigli fedeli, in modo da evitare mutilazioni al cadavere che sarebbero potute essere inferte da parte dei rivoltosi.

## Struttura
Le dimensioni colossali della fortezza ne hanno fatto uno dei simboli di Haiti, riprodotto su banconote e francobolli. L'edificio principale si eleva per oltre 40 metri al di sopra della cima della collina su cui sorge e l'intero complesso, comprese le pile di palle da cannone, si estende su di una superficie di oltre 10.000 metri quadrati. Le imponenti fondamenta di pietra della fortezza vennero saldate direttamente alla pietra che costituisce la collina, utilizzando come collante una mistura che comprendeva calce, melassa e sangue di mucche e capre.

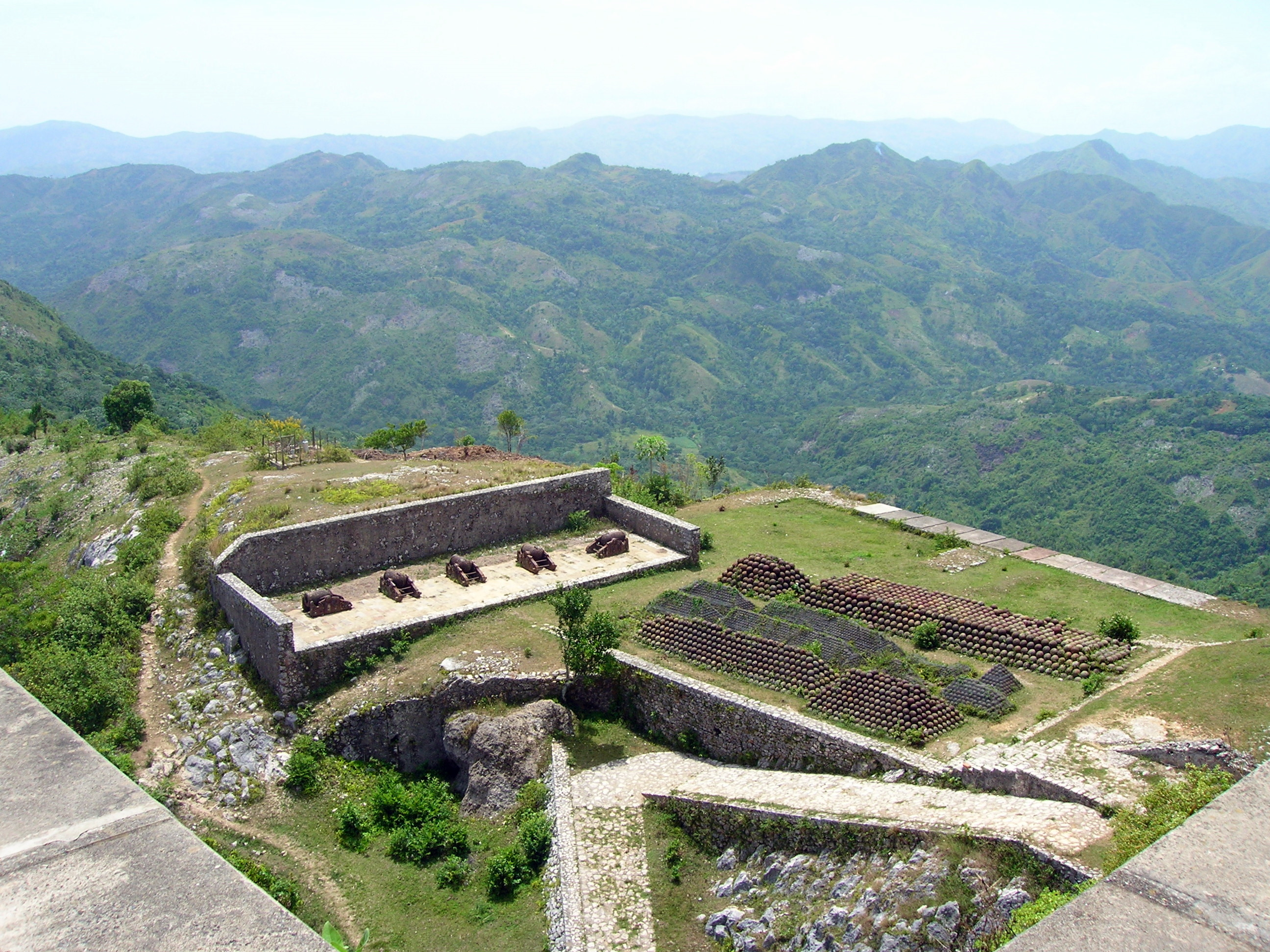
I cannoni e le munizioni, preparate per la difesa

All'interno della cinta muraria erano state costruite ampie cisterne in grado di stoccare cibo e acqua sufficienti per sostenere 5.000 uomini per circa un anno. Ovviamente era previsto anche un palazzo adibito a residenza per il re e la sua famiglia, nel caso in cui essa fosse stata costretta a cercarvi rifugio. Oltre alle strutture prettamente difensive, vi erano anche delle prigioni, stanze da bagno e panetterie. La struttura della cittadella come è vista lungo il sentiero che porta ad essa è stata paragonata alla prua di una grande nave di pietra che sbuchi fuori dal fianco della collina. La struttura è ad angolo e assume diverse forme geometriche a seconda del punto di osservazione dell'osservatore. Benché la maggior parte della struttura non abbia un tetto vero e proprio (la parte sommitale dell'interno è spesso costituita da un graticcio di camminamenti in pietra), alcune parti spioventi sono ornate da brillanti tegole rosse. Dal momento della sua costruzione la fortezza è stata riparata e restaurata varie volte, ma la sua struttura originaria resta praticamente intatta.